# Daniel Kaufmann (cầu thủ bóng đá)
Daniel Kaufmann (sinh ngày 22 tháng 12 năm 1990) là một cầu thủ bóng đá người Liechtenstein hiện tại thi đấu cho USV Eschen/Mauren.

## Sự nghiệp
Kaufmann gia nhập FC Balzers năm 2008, and USV Eschen/Mauren năm 2010.

## Sự nghiệp quốc tế
Anh từng là thành viên của Đội tuyển bóng đá U-21 quốc gia Liechtenstein và có 10 lần ra sân. Kaufmann lần đầu tiên được triệu tập để thi đấu giao hữu với Estonia vào ngày 17 tháng 11 năm 2010 và có màn ra mắt sau khi có tên trong đội hình xuất phát.

### Bàn thắng quốc tế
Bàn thắng và kết quả của Liechtenstein được để trước
| Bàn thắng | Ngày                | Địa điểm                                       | Đối thủ    | Tỉ số | Kết quả | Giải đấu | Nguồn |
| --------- | ------------------- | ---------------------------------------------- | ---------- | ----- | ------- | -------- | ----- |
| 1.        | 31 tháng 3 năm 2015 | Sportpark Eschen-Mauren, Eschen, Liechtenstein | San Marino | 1–0   | 1–0     | Giao hữu |       |

## Danh hiệu

### Câu lạc bộ
FC Vaduz
- Giải bóng đá hạng nhất quốc gia Thụy Sĩ (1): 2013–14
- Cúp bóng đá Liechtenstein (4): 2012–13, 2013–14, 2014–15, 2015–16

USV Eschen/Mauren
- Cúp bóng đá Liechtenstein (1): 2011–12